# Остроленцький повіт
Остроленцький повіт (пол. powiat ostrołęcki) — один з 37 земських повітів Мазовецького воєводства Польщі.
Утворений 1 січня 1999 року в результаті адміністративної реформи.

## Загальні дані
Повіт знаходиться у південній частині воєводства.
Адміністративний центр — місто Остроленка.
Станом на 1.01.2008 населення становить 83 926 осіб, площа 2098,4 км².

## Демографія
Демографічні дані повіту станом на 30.06.2005:
|       | Всього | Всього | Жінки  | Жінки | Чоловіки | Чоловіки |
| ----- | ------ | ------ | ------ | ----- | -------- | -------- |
|       | осіб   | %      | осіб   | %     | осіб     | %        |
| Повіт | 84 185 | 100    | 41 365 | 49,1  | 42 820   | 50,9     |
| Міста | 3046   | 100    | 1542   | 50,6  | 1504     | 49,4     |
| Села  | 81 139 | 100    | 39 823 | 49,1  | 41 316   | 50,9     |